# Сідакова Заліна Черменівна
Заліна Черменівна Сідакова (рос. Залина Черменовна Сидакова; нар. 23 березня 1992, Північна Осетія) — білоруська борчиня вільного стилю, дворазова срібна призерка чемпіонатів світу, бронзова призерка Кубку світу.

## Біографія
Народилась в Північній Осетії. У 2002 році переїхала з родиною до Білорусі. Вихованка СДЮСШОР № 3, Бобруйськ. Перший тренер — Євген Лукомський. Наразі живе і тренується в клубі ОШВСМ в Могильові. Тренер — Артур Зайцев.

## Спортивні результати на міжнародних змаганнях

### Виступи на Чемпіонатах світу
| Змагання                        | Збірна   | Вагова категорія          | Місце  |
| ------------------------------- | -------- | ------------------------- | ------ |
| Чемпіонат світу з боротьби 2010 | Білорусь | жіноча боротьба, до 55 кг | 15     |
| Чемпіонат світу з боротьби 2011 | Білорусь | жіноча боротьба, до 55 кг | 32     |
| Чемпіонат світу з боротьби 2012 | Білорусь | жіноча боротьба, до 59 кг | Срібло |
| Чемпіонат світу з боротьби 2014 | Білорусь | жіноча боротьба, до 55 кг | 9      |
| Чемпіонат світу з боротьби 2016 | Білорусь | жіноча боротьба, до 60 кг | 13     |
| Чемпіонат світу з боротьби 2018 | Білорусь | жіноча боротьба, до 55 кг | Срібло |

### Виступи на Чемпіонатах Європи
| Змагання                         | Збірна   | Вагова категорія          | Місце |
| -------------------------------- | -------- | ------------------------- | ----- |
| Чемпіонат Європи з боротьби 2011 | Білорусь | жіноча боротьба, до 59 кг | 9     |
| Чемпіонат Європи з боротьби 2013 | Білорусь | жіноча боротьба, до 55 кг | 11    |
| Чемпіонат Європи з боротьби 2014 | Білорусь | жіноча боротьба, до 55 кг | 10    |
| Чемпіонат Європи з боротьби 2016 | Білорусь | жіноча боротьба, до 55 кг | 5     |
| Чемпіонат Європи з боротьби 2017 | Білорусь | жіноча боротьба, до 58 кг | 11    |
| Чемпіонат Європи з боротьби 2018 | Білорусь | жіноча боротьба, до 57 кг | 5     |
| Чемпіонат Європи з боротьби 2019 | Білорусь | жіноча боротьба, до 55 кг | 5     |

### Виступи на Кубках світу
| Змагання                    | Збірна   | Вагова категорія          | Місце  |
| --------------------------- | -------- | ------------------------- | ------ |
| Кубок світу з боротьби 2018 | Білорусь | команда                   | 6      |
| Кубок світу з боротьби 2020 | Білорусь | жіноча боротьба, до 53 кг | Бронза |

### Виступи на інших змаганнях
| Змагання                                                      | Збірна   | Вагова категорія          | Місце  |
| ------------------------------------------------------------- | -------- | ------------------------- | ------ |
| Гран-прі Німеччини з боротьби 2010                            | Білорусь | жіноча боротьба, до 55 кг | 7      |
| Турнір Олександра Медведя 2011                                | Білорусь | жіноча боротьба, до 59 кг | Срібло |
| Київський Міжнародний турнір з боротьби 2011                  | Білорусь | жіноча боротьба, до 55 кг | Бронза |
| Відкритий чемпіонат Польщі з боротьби 2011                    | Білорусь | жіноча боротьба, до 55 кг | 13     |
| Турнір Дана Колова — Николи Петрова 2012                      | Білорусь | жіноча боротьба, до 55 кг | 10     |
| Олімпійський кваліфікаційний турнір з боротьби 2012 (Тайюань) | Білорусь | жіноча боротьба, до 55 кг | Бронза |
| Гран-прі Німеччини з боротьби 2012                            | Білорусь | жіноча боротьба, до 55 кг | 5      |
| Турнір Дана Колова — Николи Петрова 2013                      | Білорусь | жіноча боротьба, до 59 кг | 8      |
| Турнір Олександра Медведя 2013                                | Білорусь | жіноча боротьба, до 59 кг | 7      |
| Гран-прі Німеччини з боротьби 2013                            | Білорусь | жіноча боротьба, до 55 кг | 16     |
| Гран-прі «Іван Яригін» 2014                                   | Білорусь | жіноча боротьба, до 55 кг | Срібло |
| Турнір Олександра Медведя 2014                                | Білорусь | жіноча боротьба, до 55 кг | Золото |
| Гран-прі Німеччини з боротьби 2014                            | Білорусь | жіноча боротьба, до 55 кг | Бронза |
| Відкритий чемпіонат Польщі з боротьби 2014                    | Білорусь | жіноча боротьба, до 55 кг | 7      |
| Вогні Москви 2014                                             | Білорусь | жіноча боротьба, до 55 кг | 4      |
| Гран-прі «Іван Яригін» 2015                                   | Білорусь | жіноча боротьба, до 55 кг | 9      |
| Турнір Олександра Медведя 2015                                | Білорусь | жіноча боротьба, до 55 кг | Золото |
| Гран-прі Парижа з боротьби 2016                               | Білорусь | жіноча боротьба, до 55 кг | Золото |
| Турнір Олександра Медведя 2016                                | Білорусь | жіноча боротьба, до 55 кг | Золото |
| Klippan Lady Open 2016                                        | Білорусь | жіноча боротьба, до 55 кг | 5      |
| Кубок Європейських націй з боротьби 2016                      | Білорусь | команда                   | Срібло |
| Гран-прі Парижа з боротьби 2017                               | Білорусь | жіноча боротьба, до 55 кг | 5      |
| Klippan Lady Open 2017                                        | Білорусь | жіноча боротьба, до 55 кг | Золото |
| Київський Міжнародний турнір з боротьби 2017                  | Білорусь | жіноча боротьба, до 55 кг | 7      |
| Відкритий чемпіонат Польщі з боротьби 2017                    | Білорусь | жіноча боротьба, до 58 кг | 13     |
| Турнір Олександра Медведя 2017                                | Білорусь | жіноча боротьба, до 55 кг | Бронза |
| Київський Міжнародний турнір з боротьби 2018                  | Білорусь | жіноча боротьба, до 57 кг | Бронза |
| Відкритий чемпіонат Китаю з боротьби 2018                     | Білорусь | жіноча боротьба, до 55 кг | 5      |
| Відкритий чемпіонат Польщі з боротьби 2018                    | Білорусь | жіноча боротьба, до 55 кг | Бронза |
| Турнір Олександра Медведя 2018                                | Білорусь | жіноча боротьба, до 55 кг | 9      |
| Klippan Lady Open 2019                                        | Білорусь | жіноча боротьба, до 55 кг | 7      |
| Турнір Дана Колова — Николи Петрова 2019                      | Білорусь | жіноча боротьба, до 55 кг | 5      |
| Київський Міжнародний турнір з боротьби 2019                  | Білорусь | жіноча боротьба, до 55 кг | Срібло |
| Турнір Яшара Догу 2019                                        | Білорусь | жіноча боротьба, до 55 кг | 5      |

### Виступи на змаганнях молодших вікових груп
| Змагання                                       | Збірна   | Вагова категорія          | Місце  |
| ---------------------------------------------- | -------- | ------------------------- | ------ |
| Балтійські молодіжні ігри серед кадетів 2009   | Білорусь | жіноча боротьба, до 52 кг | Бронза |
| Чемпіонат Європи з боротьби серед кадетів 2009 | Білорусь | жіноча боротьба, до 52 кг | Золото |
| Чемпіонат Європи з боротьби серед юніорів 2009 | Білорусь | жіноча боротьба, до 51 кг | 5      |
| Чемпіонат світу з боротьби серед юніорів 2009  | Білорусь | жіноча боротьба, до 51 кг | 5      |
| Чемпіонат Європи з боротьби серед юніорів 2010 | Білорусь | жіноча боротьба, до 55 кг | 10     |
| Чемпіонат світу з боротьби серед юніорів 2010  | Білорусь | жіноча боротьба, до 55 кг | 8      |
| Чемпіонат Європи з боротьби серед юніорів 2011 | Білорусь | жіноча боротьба, до 55 кг | Бронза |
| Чемпіонат Європи з боротьби серед юніорів 2012 | Білорусь | жіноча боротьба, до 55 кг | Бронза |
| Чемпіонат світу з боротьби серед юніорів 2012  | Білорусь | жіноча боротьба, до 55 кг | Бронза |
| Чемпіонат Європи з боротьби серед молоді 2015  | Білорусь | жіноча боротьба, до 55 кг | Бронза |